# Anolis semilineatus
Espèce
Synonymes
- Chamaelinorops semilineatus (Cope, 1864)
- Anolis cochranae Williams, 1961

Statut de conservation UICN

 LC  : Préoccupation mineure
Anolis semilineatus est une espèce de sauriens de la famille des Dactyloidae. 

## Répartition
Cette espèce est endémique d'Hispaniola.

## Publication originale
- Cope, 1864 : Contributions to the herpetology of tropical America. Proceedings of the Academy of Natural Sciences of Philadelphia, vol. 16, p. 166-181 (texte intégral).